# Hirvijärvi (sjö i Finland, Norra Savolax, lat 63,25, long 27,65)
Hirvijärvi är en sjö i Finland. Den ligger i kommunen Lapinlax i landskapet Norra Savolax, i den centrala delen av landet, 400 km norr om huvudstaden Helsingfors. Hirvijärvi ligger 135 meter över havet. I omgivningarna runt Hirvijärvi växer i huvudsak blandskog. Den är 0,7 meter djup. Arean är 45,9 hektar och strandlinjen är 5,25 kilometer lång. Sjön  ingår i Vuoksens huvudavrinningsområde. 